# Consideration (England und Wales)
Consideration (lateinisch causa lucrativa) bezeichnet im Recht von England und Wales das Erfordernis einer vertraglichen Gegenleistung. Eine Gegenleistung ist eine Voraussetzung der Einklagbarkeit von Verträgen, die weder gesiegelt noch vor Zeugen unterfertigt sind.

## Definition
Nach dem Prinzip der consideration (deutsch Rücksichtnahme) kann ein Gläubiger eine vertragliche Schuld nur dann erwirken, wenn der Gläubiger dem Schuldner (oder einem Dritten) auch eine Gegenleistung erbracht hat. Die Voraussetzungen der consideration sind in der modernen englischen Vertragstheorie umstritten. Klassisch wird consideration wie folgt definiert:

A valuable consideration, in the sense of the law, may consist either in some right, interest, profit or benefit accruing to the one party, or some forbearance, detriment, loss or responsibility given, suffered or undertaken by the other.

„Entgeltliche consideration im rechtlichen Sinne kann entweder in einem Recht, Interesse, Gewinn oder Vorteil für eine Partei oder in einer Unterlassung, einem Nachteil, einem Schaden oder einer Pflicht bestehen, die die andere Partei gewährt, erleidet oder verpflichtet.“

## Voraussetzungen

### Angemessenheit
Die Gerichte überprüfen nicht, ob die consideration in einem angemessenen Verhältnis zur Vertragsleistung steht.
Beispiel: Ein Haus mit einem Marktwert von 300.000 £ wird für 1 £ verkauft. 1 £ ist als consideration ausreichend.
Dies führt dazu, dass selbst kleinste Beträge als consideration anerkannt werden – es gibt kein Prinzip der laesio enormis. In Chappell & Co v Nestlé (1960) entschied das House of Lords, dass ein Schokoladenpapier eine wirksame consideration darstelle und somit ein Vertrag bestehe.

### Erfüllung einer gesetzlichen Pflicht
Nach tradierter Auffassung konnte die Erfüllung einer gesetzlichen Pflicht keine consideration sein. In seinem Urteil in Entscheidung Ward v Byham (1956) stellte sich Lord Denning erstmals in Widerspruch zur tradierten Auffassung, jedoch teilten in diesem Punkt die weiteren Richter des Court of Appeal seine Auffassung nicht. Als weiterer Angriff auf die tradierte Regel wird die Entscheidung Williams v Roffey Brothers (1991) gesehen.

## Promissory Estoppel
Die Ausnahme wurde von Lord Denning im Fall Central London Property Trust Ltd v High Trees House Ltd (1947) K.B. 130 entwickelt und ist als promissory estoppel bekannt. Nach diesem Prinzip können auch Versprechen eingeklagt werden, wenn der Gläubiger im Vertrauen auf das Versprechen gehandelt hat und sich zu seinem eigenen Nachteil auf die Erfüllung des Versprechens verlassen hat.